# Guerra civile in Etiopia
La guerra civile in Etiopia fu combattuta nello Stato africano Etiopia tra il 1974 e 1988.

## Contesto storico
Il conflitto armato iniziò il 12 settembre 1974 con il colpo di Stato del Derg contro l'imperatore Hailé Selassié I.
La guerra civile s'inserisce nel contesto della guerra fredda e della lotta per l'indipendenza dell'Eritrea. Si è conclusa nel 1991 con la caduta della Repubblica Popolare Democratica d'Etiopia, lasciandosi alle spalle circa 1,4 milioni di morti (molti per carestia), di cui 1 milione furono bambini tra i 0 e 4-6 anni. La guerra fu inoltre la causa scatenante della grande carestia che colpì il Paese tra il 1983 e il 1985.
Nel 1977 la Somalia invase la regione dell'Ogaden, abitata da somali ma appartenente all'Etiopia, che contrattaccò con l'aiuto militare di una coalizione comprendente URSS, Cuba, Yemen del Sud, Repubblica Democratica Tedesca e Corea del Nord, tra cui l'invio di 15 000 soldati di truppe da combattimento cubane; gli scontri proseguirono fino alla firma del trattato di pace nel 1988.